# Frieda Dänzer
Frieda Dänzer, švicarska alpska smučarka, * 16. november 1930, Adelboden, † 21. januar 2015, Gersau.
Nastopila je na Olimpijskih igrah 1956, kjer je osvojila naslov podprvakinje v smuku, tekma je štela tudi za svetovno prvenstvo, in srebrno medaljo v neolimpijski kombinaciji. V tej disciplini je osvojila naslov svetovne prvakinje na Svetovnem prvenstvu 1958, ko je bila še srebrna v smuku in bronasta v veleslalomu.